# Natalie Coughlin
Natalie Anne Coughlin (Vallejo (Californië), 23 augustus 1982) is een Amerikaans zwemster die namens de Verenigde Staten deelnam aan de Olympische Zomerspelen van Athene, Peking en Londen. Ze won op deze drie Spelen in totaal twaalf medailles en is de eerste vrouw die tweemaal achtereen een gouden medaille won op de 100 meter rugslag, daarnaast was ze de eerste Amerikaanse vrouw die zes medailles op één Spelen wist te veroveren.

## Carrière
Bij haar internationale debuut, op de Pan Pacific kampioenschappen zwemmen 1999 in Sydney, werd Coughlin uitgeschakeld in de halve finales van de 200 meter wisselslag.
Tijdens de Wereldkampioenschappen zwemmen 2001 in Fukuoka veroverde de Amerikaanse de wereldtitel op de 100 meter rugslag en de bronzen medaille op de 50 meter rugslag, op de 50 meter vlinderslag eindigde ze op de vierde plaats. Samen met Megan Quann, Mary DeScenza en Erin Phenix legde ze beslag op de zilveren medaille op de 4x100 meter wisselslag.
In Yokohama nam Coughlin deel aan de Pan Pacific kampioenschappen zwemmen 2002, op dit toernooi sleepte ze de gouden medaille in de wacht op zowel de 100 meter vrije slag, de 100 meter rugslag als de 100 meter vlinderslag. Op de 4x200 meter vrije slag veroverde ze samen met Elizabeth Hill, Diana Munz en Lindsay Benko de gouden medaille, samen met Lindsay Benko, Rhiannon Jeffrey en Jenny Thompson legde ze beslag op de zilveren medaille op de 4x100 meter vrije slag en op de 4x100 meter wisselslag sleepte ze samen met Amanda Beard, Jenny Thompson en Lindsay Benko de zilveren medaille in de wacht.
Op de Wereldkampioenschappen zwemmen 2003 in Barcelona eindigde de Amerikaanse als achtste op de 100 meter vlinderslag, op de 100 meter vrije slag en de 100 meter rugslag werd ze uitgeschakeld in de series. Samen met Lindsay Benko, Rhiannon Jeffrey en Jenny Thompson veroverde ze de wereldtitel op de 4x100 meter vrije slag, op de 4x100 meter wisselslag legde ze samen met Amanda Beard, Jenny Thompson en Lindsay Benko beslag op de zilveren medaille.
Tijdens de Olympische Zomerspelen van 2004 in Athene veroverde Coughlin goud op de 100 meter rugslag en brons op de 100 meter vrije slag. Samen met Carly Piper, Dana Vollmer en Kaitlin Sandeno sleepte ze de gouden medaille in de wacht op de 4x200 meter vrije slag, op de 4x100 meter vrije slag legde ze samen met Kara Lynn Joyce, Amanda Weir en Jenny Thompson beslag op de zilveren medaille en op de 4x100 meter wisselslag zwom ze samen met Amanda Beard, Jenny Thompson en Kara Lynn Joyce naar het zilver.

### 2005-2008
Tijdens de Wereldkampioenschappen zwemmen 2005 in Montreal sleepte de Amerikaanse de zilveren medaille in de wacht op de 100 meter vrije slag en de bronzen medaille op de 100 meter rugslag, op de 50 meter vlinderslag eindigde ze als zesde. Samen met Katie Hoff, Whitney Myers en Kaitlin Sandeno veroverde ze de wereldtitel op de 4x200 meter vrije slag, op de 4x100 meter wisselslag legde ze samen met Jessica Hardy, Rachel Komisarz en Amanda Weir beslag op de zilveren medaille en op de 4x100 meter vrije slag zwom ze samen met Kara Lynn Joyce, Lacey Nymeyer en Amanda Weir naar het brons.
In Victoria nam Coughlin deel aan de Pan Pacific kampioenschappen zwemmen 2006. Op dit toernooi sleepte ze de gouden medaille in de wacht op de 100 meter vrije slag en de zilveren medaille op zowel de 50 meter vrije slag als de 100 meter rugslag, daarnaast werd ze gediskwalificeerd in de series van de 100 meter vlinderslag. Samen met Amanda Weir, Kara Lynn Joyce en Lacey Nymeyer veroverde ze de gouden medaille op de 4x100 meter vrije slag, op de 4x200 meter vrije slag sleepte ze samen met Lacey Nymeyer, Dana Vollmer en Katie Hoff de gouden medaille in de wacht en op de 4x100 meter wisselslag legde ze samen met Jessica Hardy, Rachel Komisarz en Amanda Weir beslag op de gouden medaille.
Op de wereldkampioenschappen zwemmen 2007 in Melbourne veroverde de Amerikaanse de wereldtitel op de 100 meter rugslag en de bronzen medaille op de 100 meter vlinderslag, op de 100 meter vrije slag eindigde ze als vierde en op de 50 meter vrije slag als achtste. Samen met Dana Vollmer, Lacey Nymeyer en Katie Hoff veroverde ze de wereldtitel op de 4x200 meter vrije slag, het kwartet verbeterde tevens het wereldrecord. Op de 4x100 meter vrije slag legde ze samen met Lacey Nymeyer, Amanda Weir en Kara Lynn Joyce beslag op de zilveren medaille, samen met Tara Kirk, Rachel Komisarz en Lacey Nymeyer sleepte ze de zilveren medaille in de wacht op de 4x100 meter wisselslag.
Tijdens de Olympische Zomerspelen van 2008 in Peking veroverde Coughlin, net als in Athene, de gouden medaille op de 100 meter rugslag, daarnaast sleepte ze de bronzen medaille in de wacht op zowel de 100 meter vrije slag als de 200 meter wisselslag. Op de 4x100 meter vrije slag legde ze samen met Lacey Nymeyer, Kara Lynn Joyce en Dara Torres beslag op de zilveren medaille. Samen met Rebecca Soni, Christine Magnuson en Dara Torres veroverde ze de zilveren medaille op de 4x100 meter vrije slag en op de 4x200 meter vrije slag sleepte ze samen met Allison Schmitt, Caroline Burckle en Katie Hoff de bronzen medaille in de wacht.

### 2009-heden
Na de Spelen nam Coughlin afstand van het zwemmen. Ze benutte 2009 om in het huwelijk te treden met haar vriend Ethan Hall. Daarnaast was de Amerikaanse een van de deelnemers van de Amerikaanse versie van Dancing with the Stars.
Tijdens de Pan Pacific kampioenschappen zwemmen 2010 in Irvine maakte Coughlin, na een afwezigheid van twee jaar, haar rentree op een internationaal toernooi, op dit toernooi veroverde ze de gouden medaille op de 100 meter vrije slag en de bronzen medaille op de 100 meter rugslag. Samen met Jessica Hardy, Amanda Weir en Dana Vollmer sleepte ze de gouden medaille in de wacht op de 4x100 meter vrije slag, op de 4x100 meter wisselslag legde ze samen met Rebecca Soni, Dana Vollmer en Jessica Hardy beslag op de gouden medaille. In Dubai nam de Amerikaanse deel aan de wereldkampioenschappen kortebaanzwemmen 2010, op dit veroverde ze de wereldtitel op de 100 meter rugslag en de bronzen medaille op de 100 meter vrije slag. Samen met Katie Hoff, Jessica Hardy en Dana Vollmer sleepte ze de zilveren medaille in de wacht op de 4x100 meter vrije slag, op de 4x100 meter wisselslag legde ze samen met Rebecca Soni, Dana Vollmer en Jessica Hardy beslag op de zilveren medaille.
Op de wereldkampioenschappen zwemmen 2011 in Shanghai veroverde Coughlin de bronzen medaille op de 100 meter rugslag, op de 100 meter vrije slag eindigde ze op de achtste plaats. Samen met Rebecca Soni, Dana Vollmer en Missy Franklin sleepte ze de wereldtitel in de wacht op de 4x100 meter wisselslag, op de 4x100 meter vrije slag legde ze samen met Missy Franklin, Jessica Hardy en Dana Vollmer beslag op de zilveren medaille.
Tijdens de Olympische Zomerspelen van 2012 zwom de Amerikaanse samen met Lia Neal, Amanda Weir en Allison Schmitt in de series van de 4x100 meter vrije slag, in de finale veroverden Neal en Schmitt samen met Missy Franklin en Jessica Hardy de bronzen medaille. Voor haar aandeel in de series werd Coughlin beloond met de bronzen medaille.
Op de wereldkampioenschappen zwemmen 2013 in Barcelona (Spanje) sleepte ze de wereldtitel in de wacht op de 4x100 meter vrije slag, samen met Missy Franklin, Shannon Vreeland en Megan Romano.

## Internationale toernooien

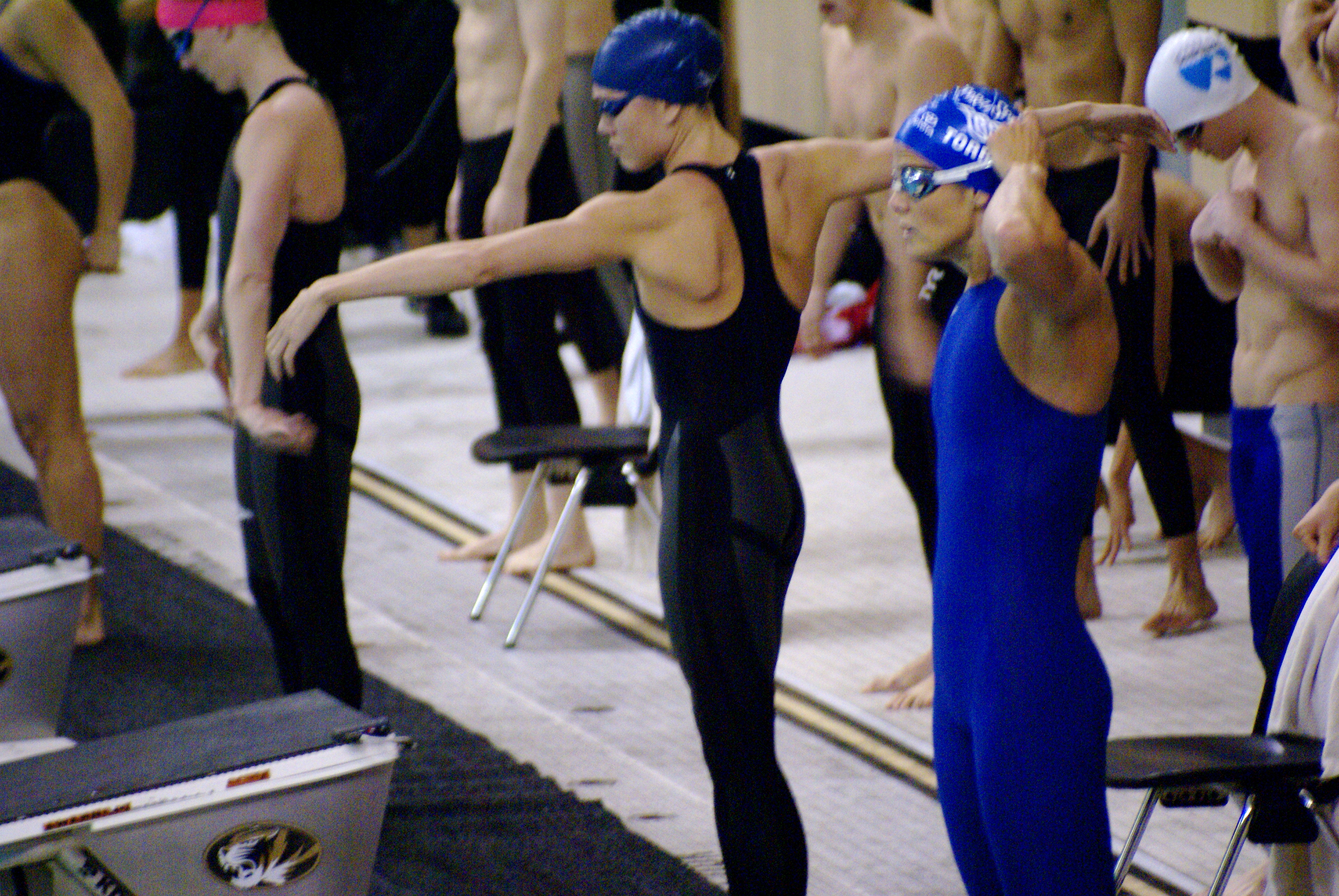
Nathalie Coughlin (midden) samen met Dara Torres (rechts) tijdens de Missouri Grand Prix 2008

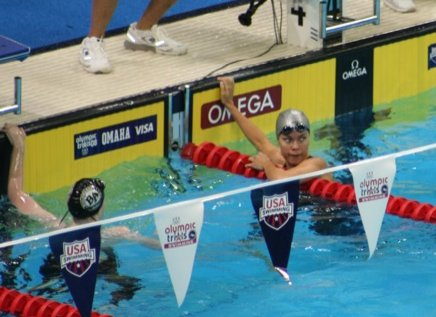
Nathalie Coughlin (rechts) tijdens de US Olympic Trials 2008 in Omaha, Nebraska

| Jaar | Olympische Spelen                                                                                            | WK langebaan | WK kortebaan | PanPacs | Pan-Ams                                                                  |
| ---- | --- | --- | --- | --- | ------------------------------------------------------------------------ |
| 1999 | | | geen deelname | 9e 200m wisselslag | geen deelname                                                            |
| 2000 | geen deelname                                                                                                | | geen deelname | |                                                                          |
| 2001 | | 50m rugslag · 100m rugslag · 4e 50m vlinderslag · 4x100m wisselslag                                                                  | | |                                                                          |
| 2002 | | | geen deelname | 100m vrije slag · 100m rugslag · 100m vlinderslag · 4x100m vrije slag · 4x200m vrije slag · 4x100m wisselslag                     |                                                                          |
| 2003 | | 31e 100m vrije slag · 22e 100m rugslag · 8e 100m vlinderslag · 4x100m vrije slag · 4x100m wisselslag                                 | | | geen deelname                                                            |
| 2004 | 100m vrije slag · 100m rugslag · 4x100 m vrije slag · 4x200m vrije slag · 4x100m wisselslag                  | | geen deelname | |                                                                          |
| 2005 | | 100m vrije slag · 100m rugslag · 6e 50m vlinderslag · 4x100m vrije slag · 4x200m vrije slag · 4x100m wisselslag                      | | |                                                                          |
| 2006 | | | geen deelname | 50m vrije slag · 100m vrije slag · 100m rugslag · DQ 100m vlinderslag · 4x100m vrije slag · 4x200m vrije slag · 4x100m wisselslag |                                                                          |
| 2007 | | 8e 50m vrije slag · 4e 100m vrije slag · 100m rugslag · 100m vlinderslag · 4x100m vrije slag · 4x200m vrije slag · 4x100m wisselslag | | | geen deelname                                                            |
| 2008 | 100m vrije slag · 100m rugslag · 200m wisselslag · 4x100m vrije slag · 4x200m vrije slag · 4x100m wisselslag | | geen deelname | |                                                                          |
| 2009 | | geen deelname | | |                                                                          |
| 2010 | | | 100m vrije slag · 100m rugslag · 4x100m vrije slag · 4x100m wisselslag | 100m vrije slag · 100m rugslag · 4x100m vrije slag · 4x100m wisselslag                                                            |                                                                          |
| 2011 | | 8e 100m vrije slag · 100m rugslag · 4x100m vrije slag · 4x100m wisselslag                                                            | | | geen deelname                                                            |
| 2012 | 4x100m vrije slag · Coughlin zwom enkel de series                                                            | | geen deelname | |                                                                          |
| 2013 | | 4x100m vrije slag · 11e 50m vrije slag                                                                                               | | |                                                                          |
| 2014 | | | 27e 50m schoolslag · 4x50m vrije slag · 4x100m vrije slag · 4x50m wisselslag · 4x50m vrije slag gemengd · Coughlin zwom enkel de series · 4e 4x50m wisselslag gemengd · Coughlin zwom enkel de series | geen deelname |                                                                          |
| 2015 | | geen deelname | | | 50m vrije slag · 100m vrije slag · 4x100m vrije slag · 4x100m wisselslag |

## Persoonlijke records
(Bijgewerkt tot en met 28 juni 2016)

### Kortebaan
| Afstand          | Tijd    | Datum            | Plaats    |
| ---------------- | ------- | ---------------- | --------- |
| 50m vrije slag   | 24,31   | 17 december 2011 | Atlanta   |
| 100m vrije slag  | 51,88   | 18 december 2010 | Dubai     |
| 200m vrije slag  | 1.55,82 | 18 maart 2004    | Texas     |
| 50m rugslag      | 27,08   | 22 november 2002 | New York  |
| 100m rugslag     | 55,97   | 16 december 2011 | Atlanta   |
| 200m rugslag     | 2.03,62 | 27 november 2001 | New York  |
| 50m vlinderslag  | 25,83   | 27 november 2001 | New York  |
| 100m vlinderslag | 56,23   | 16 december 2011 | Atlanta   |
| 100m wisselslag  | 58,55   | 15 november 2014 | Massarosa |

### Langebaan
| Afstand          | Tijd    | Datum            | Plaats          |
| ---------------- | ------- | ---------------- | --------------- |
| 50m vrije slag   | 24,66   | 17 juli 2015     | Toronto         |
| 100m vrije slag  | 53,39   | 16 mei 2008      | Santa Clara     |
| 200m vrije slag  | 1.56,43 | 29 maart 2007    | Melbourne       |
| 50m rugslag      | 27,51   | 19 juni 2015     | Santa Clara     |
| 100m rugslag     | 58,94   | 17 augustus 2008 | Peking          |
| 200m rugslag     | 2.08,53 | 12 augustus 2002 | Fort Lauderdale |
| 50m vlinderslag  | 26,50   | 29 juli 2005     | Montreal        |
| 100m vlinderslag | 57,34   | 26 maart 2007    | Melbourne       |
| 200m wisselslag  | 2.09,77 | 6 juni 2008      | Los Angeles     |